# Ángelo Araos
Ángelo Giovani Araos Llanos (Antofagasta, 6 de janeiro de 1997) é um futebolista chileno que atua como meia-atacante. Atualmente está sem clube.

## Carreira

### Antofagasta
Araos fez sua estreia pelos profissionais do Antofagasta no dia 17 de outubro de 2015, em uma partida contra a Universidad Católica.

### Universidad de Chile
Suas boas atuações pelo Antofagasta fizeram despertar o interesse da Universidad de Chile, no dia 5 de janeiro de 2018, foi finalmente contratado pelo clube por um valor de 800 mil dólares por metade do passe.
No dia 13 de março, pela Libertadores, o jogador marcou o único gol da vitória da La U sobre o Vasco.

### Corinthians
No dia 30 de julho de 2018, Araos foi oficialmente anunciado como reforço do Corinthians. Com um contrato de empréstimo por 17 milhões de reais, e depois uma compra automática em 2019. Realizou sua estreia com a camisa do clube alvinegro no dia 1 de agosto, em uma vitória por 1–0, contra a Chapecoense, na Neo Química Arena, pelas quartas de finais da Copa do Brasil. Araos entrou aos 30 minutos do segundo tempo, no lugar do também meia Jadson.
Em 21 de abril de 2019, conquistou o Campeonato Paulista pelo Corinthians.

#### Ponte Preta (empréstimo)
Após ficar encostado no Corinthians, Araos foi emprestado para a Ponte Preta, que oficializou o empréstimo no dia 2 de outubro de 2019, para a disputa da reta final da Série B. Sua estreia pela Macaca foi no dia 14 de outubro, em um empate por 0–0 contra o Atlético Goianiense, válido pela Série B. Araos entrou aos 17 minutos do segundo tempo, no lugar de Camilo.
Araos chegou a fazer um gol, pelo alvinegro de Campinas, no dia 26 de novembro de 2019, em uma vitória de goleada por 4–0 contra o Brasil de Pelotas, válida pela Série B, porém o arbitro assinalou como gol contra por ter desviado no zagueiro adversário e, assim, o chileno não teve crédito pelo gol.
Ao todo, foram nove partidas disputadas até retornar para o Corinthians após o término do campeonato.

#### Retorno ao Corinthians
Após o término do empréstimo para a Ponte Preta e a chegada do treinador Tiago Nunes ao Corinthians, Araos foi avisado que teria uma nova chance no time alvinegro, pois o técnico pediu o seu retorno para a temporada 2020.
Marcou seu primeiro gol com a camisa do Corinthians no dia 12 de agosto de 2020, numa derrota por 3–2 para o Atlético Mineiro, no Mineirão, válida pelo Campeonato Brasileiro.
Em 15 de novembro de 2021, foi liberado para acertar sua transferência para o México e sua passagem pelo clube paulista chegou ao fim.

### Necaxa
Em 15 de novembro de 2021, Araos foi vendido para o Necaxa por cerca de 1 milhão de dólares (R$ 5,6 milhões), com o clube mexicano adquirindo 50% dos direitos do jogador.

### Atlético Goianiense
Retornou ao futebol brasileiro em fevereiro de 2023, sendo cedido por empréstimo ao Atlético Goianiense. Quase um ano depois, no dia 6 de janeiro de 2024, Araos foi contratado em definitivo e assinou um vínculo de dois anos. No dia 15 de agosto de 2025, o clube goianiense e o meia Araos acertaram a rescisão de contrato. O chileno deixou o clube depois de duas cirurgias no joelho e apenas 12 jogos disputados em duas temporadas e meia.

## Seleção Nacional
Pela Seleção Chilena Sub-20, participou do Campeonato Sul-Americano Sub-20 de 2017, onde atuou em apenas uma partida.
Já pela Seleção Sub-23, Araos integrou o elenco que disputou o Torneio de Toulon de 2019. Entretanto, o Chile não alcançou o mata-mata, vencendo o playoff do sétimo lugar. O jogador anotou um gol no torneio.
Pela Seleção Chilena principal, estreou no dia 8 de junho de 2018. Em um amistoso contra a Polônia, entrou como substituto no lugar de Jimmy Martínez, em um empate por 2–2.
Em 30 de dezembro de 2019 foi convocado para o pré-olímpico que irá disputar, em janeiro de 2020, na Colômbia, uma das duas vagas para as Olimpíadas 2020 em Tóquio.

## Estatísticas

### Clubes
Abaixo estão listados todos os jogos, gols e assistências do futebolista por clubes.
| Clube                | Temporada         | Campeonato nacional | Campeonato nacional | Campeonato nacional | Copa nacional[a] | Copa nacional[a] | Copa nacional[a] | Competições continentais[b] | Competições continentais[b] | Competições continentais[b] | Outros torneios[c] | Outros torneios[c] | Outros torneios[c] | Total | Total | Total   |
| Clube                | Temporada         | Jogos               | Gols                | Assist.             | Jogos            | Gols             | Assist.          | Jogos                       | Gols                        | Assist.                     | Jogos              | Gols               | Assist.            | Jogos | Gols  | Assist. |
| -------------------- | ----------------- | ------------------- | ------------------- | ------------------- | ---------------- | ---------------- | ---------------- | --------------------------- | --------------------------- | --------------------------- | ------------------ | ------------------ | ------------------ | ----- | ----- | ------- |
| Deportes Antofagasta | 2016              | 6                   | 0                   | 0                   | —                | —                | —                | —                           | —                           | —                           | —                  | —                  | —                  | 6     | 0     | 0       |
| Deportes Antofagasta | 2017              | 25                  | 2                   | 2                   | 7                | 0                | 0                | —                           | —                           | —                           | —                  | —                  | —                  | 32    | 2     | 2       |
| Deportes Antofagasta | 2018              | 15                  | 0                   | 0                   | —                | —                | —                | —                           | —                           | —                           | —                  | —                  | —                  | 15    | 0     | 0       |
| Deportes Antofagasta | Total             | 46                  | 2                   | 0                   | 7                | 0                | 0                | —                           | —                           | —                           | —                  | —                  | —                  | 53    | 2     | 2       |
| Universidad de Chile | 2018              | 14                  | 1                   | 0                   | 5                | 3                | 1                | 5                           | 1                           | 0                           | —                  | —                  | —                  | 24    | 5     | 0       |
| Universidad de Chile | Total             | 14                  | 1                   | 0                   | 5                | 3                | 1                | 5                           | 1                           | 0                           | —                  | —                  | —                  | 24    | 5     | 0       |
| Corinthians          | 2018              | 15                  | 0                   | 1                   | 4                | 0                | 0                | —                           | —                           | —                           | —                  | —                  | —                  | 19    | 0     | 1       |
| Corinthians          | 2019              | —                   | —                   | —                   | —                | —                | —                | —                           | —                           | —                           | 3                  | 0                  | 0                  | 3     | 0     | 0       |
| Corinthians          | 2020              | 15                  | 1                   | 4                   | —                | —                | —                | —                           | —                           | —                           | 6                  | 0                  | 0                  | 21    | 1     | 4       |
| Corinthians          | 2021              | 11                  | 0                   | 0                   | 2                | 0                | 0                | 2                           | 0                           | 0                           | 3                  | 0                  | 0                  | 18    | 0     | 0       |
| Corinthians          | Total             | 41                  | 1                   | 5                   | 6                | 0                | 0                | 2                           | 0                           | 0                           | 12                 | 0                  | 0                  | 61    | 1     | 5       |
| Ponte Preta          | 2019              | 9                   | 0                   | 0                   | —                | —                | —                | —                           | —                           | —                           | —                  | —                  | —                  | 9     | 0     | 0       |
| Ponte Preta          | Total             | 9                   | 0                   | 0                   | —                | —                | —                | —                           | —                           | —                           | —                  | —                  | —                  | 9     | 0     | 0       |
| Necaxa               | 2021–22           | 13                  | 1                   | 1                   | —                | —                | —                | —                           | —                           | —                           | —                  | —                  | —                  | 13    | 1     | 1       |
| Necaxa               | 2022–23           | 17                  | 0                   | 1                   | —                | —                | —                | —                           | —                           | —                           | —                  | —                  | —                  | 17    | 0     | 1       |
| Necaxa               | Total             | 30                  | 1                   | 2                   | —                | —                | —                | —                           | —                           | —                           | —                  | —                  | —                  | 30    | 1     | 2       |
| Total na carreira    | Total na carreira | 140                 | 5                   | 8                   | 18               | 3                | 1                | 7                           | 1                           | 0                           | 12                 | 0                  | 0                  | 177   | 9     | 9       |

- a. ^ Jogos da Copa do Chile e Copa do Brasil
- b. ^ Jogos da Copa Libertadores e Copa Sul-Americana
- c. ^ Jogos do Campeonato Paulista

### Seleção Chilena
Abaixo estão listados todos os jogos, gols e assistências do futebolista pela Seleção Chilena, desde as categorias de base.

#### Sub–20
| Ano   | Campeonato Sul–Americano | Campeonato Sul–Americano | Campeonato Sul–Americano |
| Ano   | Jogos                    | Gols                     | Assist.                  |
| ----- | ------------------------ | ------------------------ | ------------------------ |
| 2020  | 1                        | 0                        | 0                        |
| Total | 1                        | 0                        | 0                        |

#### Sub–23
| Ano   | Pré–Olímpico | Pré–Olímpico | Pré–Olímpico | Amistosos | Amistosos | Amistosos | Total | Total | Total   |
| Ano   | Jogos        | Gols         | Assist.      | Jogos     | Gols      | Assist.   | Jogos | Gols  | Assist. |
| ----- | ------------ | ------------ | ------------ | --------- | --------- | --------- | ----- | ----- | ------- |
| 2017  | 4            | 1            | 1            | 4         | 1         | 0         | 8     | 2     | 1       |
| Total | 4            | 1            | 1            | 4         | 1         | 0         | 8     | 2     | 1       |

#### Principal
| Ano   | Amistosos | Amistosos | Amistosos |
| Ano   | Jogos     | Gols      | Assist.   |
| ----- | --------- | --------- | --------- |
| 2018  | 1         | 0         | 0         |
| Total | 1         | 0         | 0         |

## Títulos
Corinthians
- Campeonato Paulista: 2019